# Eurytemora arctica
Eurytemora arctica is een eenoogkreeftjessoort uit de familie van de Temoridae. De wetenschappelijke naam van de soort is voor het eerst geldig gepubliceerd in 1966 door Wilson M.S. & Tash.